# Evidrio
Evidrio (en griego antiguo: Ευύδριον, en latín: Euhydrium) es el nombre de una antigua ciudad griega de Tesalia.
Es citada en el marco de la segunda guerra macedónica: Tito Livio menciona que fue una de las ciudades devastadas por Filipo V de Macedonia el año 198 a. C., junto con Paleofársalo, Eretria, Piresias y Facio, puesto que preveía que el territorio caería pronto en manos de los etolios y los romanos. Filipo permitió marchar con él a los hombres capaces de seguirlo, con los bienes que pudieran transportar, mientras el resto de los bienes se convertía en botín para los soldados.